# Ryō Horikawa
Pour les articles homonymes, voir Horikawa (homonymie).
 (avril 2020).
Si vous disposez d'ouvrages ou d'articles de référence ou si vous connaissez des sites web de qualité traitant du thème abordé ici, merci de compléter l'article en donnant les références utiles à sa vérifiabilité et en les liant à la section « Notes et références ».
Ryō Horikawa (堀川 りょう, Horikawa Ryō), né Makoto Horikawa (堀川 亮, Horikawa Makoto) le 1er février 1958 à Osaka est un seiyū. Il est marié à Hitomi Oikawa.

## Rôles

### Anime
- Les 12 royaumes : Shisei
- Détective Conan : Heiji Hattori
- Digimon Tamers : Makuramon
- Dragon Ball GT : Vegeta, Gogeta
- Dragon Ball Z : Vegeta, Vegetto
- Dragon Ball Z Kai : Vegeta, Vegetto
- Dragon Ball Super : Vegeta, Vegetto, Gogeta
- Ghost Sweeper Mikami (ja) : Tadao Yokoshima
- Kaitō Saint Tail : Misato
- Ken-ichi le disciple ultime : Hermit
- Les Enquêtes de Kindaichi : Kindaichi Case Files : Asa Kakimoto, Ohno, Tsukishima
- Kitaro le repoussant : Jigoku Douji
- Kiteretsu Daihyakka : Boy, Wolf, Dog, Boy A, Taro, Mogubee, Richard
- Lady Lady!! : Arthur Drake Brighton
- Mobile Suit Gundam 0083 : Stardust Memory : Kō Uraki
- Nadja : Antonio Fabiani
- Nurse Angel Ririka SOS : Buros
- Sailor Moon S : Thomas Harris
- Sailor Moon Supers : Yoshiki Usui
- Saint Seiya : Shun
- Shin Captain Tsubasa : Jito Hiroshi
- Wingman : Hirono Kenta
- Yaiba : Takeshi Onimaru
- Yu-Gi-Oh! first series: Ryuichi Fuha
- Yū Yū Hakusho : Karasu
- Trigun : E.G. Mine
- Zatch Bell : Zaruchimu

### OAV
- Legend of the Galactic Heroes ( Reinhard von Lohengramm )

### Jeux vidéo
- Super Smash Bros. : Captain Falcon
- Super Smash Bros. Melee : Captain Falcon
- Super Smash Bros. Brawl : Captain Falcon
- Super Smash Bros. For Wii U & 3DS : Captain Falcon
- Xenoblade Chronicles : Dunban